# Satoshi
Satoshi さとし ist ein männlicher japanischer Vorname.

## Bedeutung und Varianten
Der Name steht im Allgemeinen in der Bedeutungsgruppe ‚weise‘ und kann mit mehreren Zeichen geschrieben werden. Die Zeichen können teils auch anders gelesen werden.
| 哲 ‚Weisheit‘ (auch Satoru) 怜 ‚Mitgefühl‘ (auch Rei) 悟 ‚Verstehen‘ (auch Satoru) 敏 ‚Weiser, Lehrer‘ 教 ‚Weisheit, Wissen‘ | 智 ‚Weisheit, Intelligenz‘ 聖 ‚Heiliger‘ (auch Takashi) 聡 ‚Intelligenz, Klarheit‘ 訓 ‚Lehren‘ 諭 ‚Verkünden‘ 慧 ‚Klarheit, Intelligenz‘ (auch Rei) | 哲史 ‚Alter Weiser‘ (auch Akifumi) 智史 ‚Altes Wissen‘ (auch Tomoshi oder Tomochika) 里志 ‚Tradition‘ 聡志 ‚tradiertes Wissen‘ 賀諭 ‚Bildung‘ 聖士 ‚Heiliger‘ 悟志 ‚tradierte Erkenntnis‘ |

Satoshi ist ebenfalls der Name der derzeit kleinsten Einheit der virtuellen Währung Bitcoin zu Ehren des Haupterfinders Satoshi Nakamoto.

## Bekannte Namensträger

### Vorname
Namen je nach der üblicheren Form mit Vorname vorne (modern) oder hinten (alte Usance):
- Satoshi Hirose (* 1976), japanischer Radrennfahrer.
- Satoshi Kawabata (* 1970), japanischer Poolbillardspieler
- Satoshi Kon (1963–2010), japanischer Drehbuchautor und Anime-Filmregisseur
- Satoshi Shiki (* 1970), japanischer Manga-Zeichner
- Satoshi Tajiri (* 1965), Pokémon-Erfinder
- Satoshi Urushihara (* 1966), japanischer Manga-Zeichner
- Satoshi Yagisawa (Komponist) (* 1975), japanischer Komponist
- Satoshi Yagisawa (Schriftsteller) (* 1977), japanischer Schriftsteller
- Satoshi Yamaguchi (Fußballspieler, 1959) (* 1959), japanischer Fußballspieler
- Satoshi Yamaguchi (Fußballspieler, 1978) (* 1978), japanischer Fußballspieler

### Fälschliche Lesungen
- 哲: Satoshi Anabuki, für Satoru Anabuki (1921–2005), japanischer Jagdflieger im Zweiten Weltkrieg

### Fiktive Figuren
Satoshi tritt auch als Name mehrerer fiktiver Figuren oder Personen auf:
- Satoshi, japanischer Name des  Pokémon-Hauptcharakters Ash Ketchum
- Satoshi Fukube, Charakter in Hyōka
- Satoshi Mochida, Charakter in der Zeichentrick-Serie Corpse Party
- Satoshi Omiya, Anime-Charakter in Initial D
- Satoshi Nakamoto, Pseudonym des fiktiven Gründers der ersten Kryptowährung Bitcoin

### Andere Bedeutungen
- 1 Bitcoin entspricht 100 Millionen Satoshi, benannt nach  „Bitcoin-Erfinder“ Satoshi Nakamoto